# Presence (film, 2024)
Pour les articles homonymes, voir Présence.
Pour plus de détails, voir Fiche technique et Distribution.
Presence est un film américain réalisé par Steven Soderbergh et sorti en 2024.
Le film met en scène une famille de quatre personnes qui emménage dans une grande maison de banlieue. Celle-ci est habitée par une « Présence ». Le long métrage est entièrement présenté du point de vue de la Présence dans une série de longs plans séquences.
Il est présenté en avant-première au festival du film de Sundance 2024 et sort l'année suivante en salles.

## Synopsis
Les Paynes, une famille de quatre personnes — la mère Rebecca, le père Chris, le frère aîné Tyler et la sœur cadette Chloe — emménagent dans une grande maison de banlieue habitée par un poltergeist (appelé la « Présence »).
La Présence est témoin de la dégradation croissante des relations au sein du foyer. Le mariage des parents est en crise : Rebekah a commis une fraude financière au travail ; Chris envisage de la quitter. Rebekah est obsédée par son fils, un champion de natation arrogant, et prête peu d'attention à sa fille Chloe. Pendant ce temps, Chris s'inquiète pour Chloe, qui pleure la mort de sa meilleure amie Nadia, l'une des deux jeunes femmes de la communauté récemment décédées dans leur sommeil. Tyler considère que ces jeunes femmes étaient toxicomanes.
Chloe sent la Présence, qui se cache souvent dans le placard de sa chambre, et croit que c'est l'esprit de Nadia. Chloe rencontre un ami de Tyler, Ryan. Ils se défoncent et discutent de la perte et du chagrin, jusqu'à ce que Chloe s'effondre, sanglotant pendant que Ryan la console. Il lui dit qu'elle décidera quand et où ils auront des rapports sexuels, il parle de ses problèmes psychologiques et de son obsession du contrôle. La Présence fait s'effondrer une étagère dans le placard de Chloe afin de les empêcher de devenir intimes. Quelques jours plus tard, après que Chloe et Ryan ont finalement eu des relations sexuelles, Ryan ajoute une poudre blanche suspecte à la boisson de Chloe, mais la Présence la renverse avant que Chloe puisse la boire. Pendant ce temps, Tyler et ses amis font une blague à une camarade de classe, sollicitant une photo intime d'elle qu'ils font ensuite circuler sur les réseaux sociaux. Rebekah est indulgente, mais Chris et Chloe sont consternés. La Présence détruit la chambre de Tyler, révélant son existence au reste de la famille.
Chris contacte l'agent immobilier, qui insiste sur le fait que personne n'est mort dans la maison, car l'agence serait légalement tenue de le divulguer, mais recommande que sa belle-sœur, médium, vienne lui rendre visite. La médium ressent la Présence et remarque le miroir vintage intégré au manteau de la cheminée qui aide à voir dans le « plan spirituel ». Elle se rend compte que Chloe peut aussi le ressentir, en raison d'un traumatisme qui ouvre la « porte » métaphysique. Elle ajoute que la Présence est dans la maison pour une raison précise et suggère qu'elle pourrait être piégée dans un temps suspendu, confondant le passé et le présent. Tyler et Rebekah trouvent cette histoire absurde. Chloe et Chris ont une conversation dans laquelle ce dernier révèle qu'il croit aux affirmations de Chloe, admettant qu'il est devenu plus religieux avec le temps. La médium revient plus tard et informe Chris qu'elle croit que la Présence est là pour prévenir un événement futur, quelque chose qui aurait à voir avec « la fenêtre qui ne s'ouvre pas ».
Sur l'insistance de Ryan, Chloe et lui prévoient de passer la nuit ensemble, pendant que ses parents sont en voyage d'affaires, Chloe le prévient que Tyler sera présent. Une fois les parents partis, Ryan drogue Tyler avec de l'Ambien, le laissant endormi dans le salon, pendant qu'il apporte une autre boisson mêlée de drogues à Chloe. Chloe fait part à Ryan du fait qu'elle ne se sent plus du tout à l'aise, mais il la réconforte et la manipule en lui disant qu'ils ne feront que parler en buvant. Elle finit son verre empoisonné qui la laisse incapable de réagir. Ryan se targue alors d'avoir tué Nadia et l'autre jeune fille et d'avoir fait croire à des overdoses. Il utilise un film plastique pour tenter d'étouffer Chloe à plusieurs reprises. La Présence réveille frénétiquement Tyler, qui court à l'étage et tacle Ryan, l'élan les faisant tous deux passer au travers d'une fenêtre. La Présence regarde par la fenêtre l'allée en contrebas, comme elle l'a fait à plusieurs reprises auparavant, on voit Tyler et Ryan gisant morts au sol.
La famille quitte la maison. Avant de partir, Rebekah sent la Présence et la suit jusqu'au miroir, où elle voit le reflet de Tyler, et s'effondre de chagrin. Ayant accompli son but, la Présence/Tyler s'en va en flottant une dernière fois au-dessus de la maison.

## Fiche technique
Sauf indication contraire, les informations mentionnées dans cette section peuvent être confirmées par la base de données cinématographiques IMDb,  présente dans la section « Liens externes ».
- Titre original : Presence
- Réalisation : Steven Soderbergh
- Scénario : David Koepp
- Musique : Zack Ryan
- Décors : April Lasky
- Costumes : Marci Rodgers
- Photographie : Steven Soderbergh (crédité sous le nom de Peter Andrews)
- Montage : Steven Soderbergh (crédité sous le nom de Mary Ann Bernard)
- Production : Julie M. Anderson et Ken Meyer
  - Coproduction : H.H. Cooper
  - Production déléguée : Corey Bayes et David Koepp
  - Production associée : Gus Gustafson, Claire Kenny et Samara Levenstein
- Sociétés de production : Sugar23 et Extension 765
- Sociétés de distribution : Neon (États-Unis), Dulac Distribution (France)[1]
- Budget : 2 millions de dollars[2]
- Pays de production :  États-Unis
- Langue originale : anglais
- Format : couleur - Dolby Atmos
- Genre : thriller psychologique, drame, fantastique
- Durée : 85 minutes[3]
- Dates de sortie[4] :
  - États-Unis : 19 janvier 2024 (festival de Sundance) ; 24 janvier 2025
  - France : 5 février 2025[1]
- Classification[5] :
  - États-Unis : R
  - France : interdit aux moins de 12 ans

## Distribution
Sauf indication contraire, les informations mentionnées dans cette section peuvent être confirmées par la base de données cinématographiques IMDb,  présente dans la section « Liens externes ».
- Lucy Liu (VF : Laëtitia Godès) : Rebekah Payne
- Chris Sullivan (VF : Bruno Magne) : Chris Payne
- Callina Lang (VF : Emmylou Homs) : Chloe Payne
- Eddy Maday (VF : Martin Faliu) : Tyler Payne
- West Mulholland (VF : Maxym Anciaux) : Ryan
- Julia Fox (VF : Adeline Moreau) : Cece
- Natalie Woodlams-Torres (VF : Corinne Wellong) : Lisa, la médium
- Lucas Papaelias (VF : Laurent Maurel) : Carl, le partenaire de Lisa

 Source et légende : version française (VF) sur RS Doublage et carton cinématographique du doublage français.

## Production
En juin 2023, il est annoncé que Steven Soderbergh prépare un mystérieux film horrifique intitulé Presence dont le tournage doit débuter en septembre. Peu d'informations sont données jusqu'en décembre 2023 où l'on apprend que le scénario est écrit par David Koepp (qui avait déjà collaboré avec Steven Soderbergh pour KIMI) et que le film sera présenté au festival du film de Sundance 2024. La présence des acteurs Lucy Liu, Julia Fox ou encore Chris Sullivan est également révélée.
Le tournage a lieu à l'été 2023 durant seulement 11 jours. La production bénéficie d'une autorisation pour tourner malgré la grève SAG-AFTRA 2023. Les prises de vues se déroulent dans une maison de Cranford dans le New Jersey,. Pour ce film vu à la première personne, le réalisateur n'utilise pas de caméras traditionnelles mais un appareil photo Sony Alpha.

## Sortie et accueil

### Dates de sortie
Le film est présenté en avant-première au festival du film de Sundance 2024 le 19 janvier 2024. Il est ensuite acquis par le distributeur Neon pour 5 millions de dollars.
Près d'un an plus tard, une première a lieu à New York le 16 janvier 2025. Il sort ensuite dans les salles américaines dans le 24 janvier 2025

### Accueil critique
Sur le site d'agrégation de critiques Rotten Tomatoes, le film obtient 88% d'avis favorables, pour 231 critiques et une note moyenne de 7,1⁄10. Le consensus suivant résumé les avis collectés : « Thriller spectral à combustion lente, Presence réaffirme que Soderbergh joue avec la forme aussi habilement qu'il passe d'un genre à l'autre. » Sur le site Metacritic, qui utilise une moyenne pondérée, le film obtient la note de 77⁄100 pour 53 critiques. En France, le site Allociné donne une moyenne de 3,3⁄5, d'après l'interprétation de 33 critiques de presse.
La revue de cinéma en ligne Débordements développe une critique fouillée de Presence : « Il serait bien plat de dire que Presence est un film « sur le cinéma », mais c’est certainement un film qui redouble le dispositif même de la vision spectaculaire, et les paradoxes de la position du spectateur. ».

### Box-office
| Pays ou région     | Box-office     | Date d'arrêt du box-office | Nombre de semaines |
| ------------------ | -------------- | -------------------------- | ------------------ |
| France             | 98 438 entrées | -                          | -                  |
| États-Unis, Canada | 6 900 044 $    | 20 février 2025            | 4                  |
| Total mondial      | 10 496 184 $   | -                          | -                  |